# Fonction de couplage
En mathématiques, une fonction de couplage, est une méthode permettant d’attribuer de manière unique un entier naturel à un couple d'entiers naturels.
En théorie des ensembles, on peut utiliser n'importe quelle fonction de couplage pour prouver que l'ensemble des entiers relatifs et celui des nombres rationnels ont la même cardinalité que l'ensemble des entiers naturels. En théorie de la calculabilité, la fonction de couplage de Cantor est utilisée pour coder les k-uplets, ainsi une fonction de Nk → N  peut être représentée par une fonction de N → N.

## Définition
Une fonction de couplage est une bijection calculable de N × N dans N.

## Fonction de couplage de Cantor
La fonction de couplage de Cantor {\displaystyle \pi :\mathbb {N} \times \mathbb {N} \to \mathbb {N} }
est définie par
{\displaystyle \pi (x,y):={\frac {(x+y+1)(x+y)}{2}}+y.}

Numérotation des éléments de N x N par la fonction de couplage de Cantor.

Le théorème de Fueter-Pólya énonce que cette fonction est, avec la fonction {\displaystyle (x,y)\mapsto \pi (y,x)}, la seule fonction de couplage quadratique. En revanche, savoir s'il s'agit de la seule fonction polynomiale de couplage est encore une question ouverte. On note parfois {\displaystyle \langle x,y\rangle } le résultat de la fonction de couplage sur les entrées {\displaystyle x} et {\displaystyle y}.
La fonction de Cantor peut être généralisée de la manière suivante :
{\displaystyle \pi ^{(n)}:\mathbb {N} ^{n}\to \mathbb {N} }
avec
{\displaystyle \pi ^{(n)}(k_{1},\ldots ,k_{n-1},k_{n}):=\pi (\pi ^{(n-1)}(k_{1},\ldots ,k_{n-1}),k_{n}).}

### Construction graphique

Cette autre progression en diagonale, analogue mais différente de celle de la fonction de Cantor, fournit une autre fonction de couplage. Ici elle est utilisée pour prouver la dénombrabilité des nombres rationnels.

La fonction de couplage de Cantor est définie en parcourant {\displaystyle \mathbb {N} ^{2}} par diagonales successives.
En suivant l'énumération diagonale par diagonale La fonction de couplage de Cantor vérifie :
{\displaystyle \pi (0,0)=0} ;
{\displaystyle \pi (x+1,0)=\pi (0,x)+1} ;
{\displaystyle \pi (x,y+1)=\pi (x+1,y)+1} ;
ce qui fournit une définition récursive de la fonction (le couple (x + y, x) décroît strictement  à chaque appel récursif pour l'ordre lexicographique ).
Pour tout {\displaystyle t\in \mathbb {N} }, la diagonale d'équation {\displaystyle x+y=t} contient {\displaystyle t+1} points (de {\displaystyle (t,0)} à {\displaystyle (0,t)}). Le nombre de points des diagonales qui précèdent celle du couple {\displaystyle (x,y)} est donc égal à {\displaystyle \sum _{0\leq t<x+y}(t+1)=\sum _{1\leq s\leq x+y}s={\frac {(x+y)(x+y+1)}{2}}} (le {\displaystyle (x+y)}-ième nombre triangulaire). Par conséquent l'image du couple {\displaystyle (x,y)} est donnée par :
{\displaystyle \pi (x,y)={\frac {(x+y)(x+y+1)}{2}}+y}.

### Bijection réciproque
- Si vous ne connaissez pas le sujet, laissez ce bandeau (vous pouvez alors contacter les auteurs).
- Si vous supprimez le contenu mis en cause (vous pouvez préalablement contacter les auteurs),

argumentez précisément cette suppression dans la page de discussion
(un manque de référence n'est pas un argument ; une recherche réelle de référence doit avoir été effectuée, être formellement documentée).
D'après la construction ci-dessus, {\displaystyle \pi } est bijective, c'est-à-dire que pour tout {\displaystyle z\in \mathbb {N} }, il existe un unique couple {\displaystyle (x,y)\in \mathbb {N} ^{2}} tel que {\displaystyle z=\pi (x,y)}.
Retrouvons-le par analyse-synthèse en cherchant {\displaystyle (x,y,w)\in \mathbb {N} ^{3}} tel que
{\displaystyle w=x+y} et {\displaystyle {\frac {w(w+1)}{2}}+y=z}.
Ces deux équations impliquent
{\displaystyle {\frac {w(w+1)}{2}}\leq z<{\frac {w(w+1)}{2}}+w+1={\frac {w(w+3)}{2}}+1={\frac {(w+1)(w+2)}{2}}},
donc {\displaystyle z} est nécessairement l'unique entier naturel tel que
{\displaystyle z\in \left[{\frac {w(w+1)}{2}},{\frac {(w+1)(w+2)}{2}}\right[},
puis {\displaystyle y=z-{\frac {w(w+1)}{2}}} et {\displaystyle x=w-y}, ce qui prouve l'injectivité.
Réciproquement, le triplet {\displaystyle (x,y,w)\in \mathbb {N} ^{3}} ainsi construit à partir de {\displaystyle z} vérifie bien les deux équations, ce qui prouve la surjectivité.
La bijection réciproque de {\displaystyle \pi } est donc donnée par :
{\displaystyle \pi ^{-1}(z)=\left({\frac {w(w+3)}{2}}-z,z-{\frac {w(w+1)}{2}}\right)} avec {\displaystyle w} égal à la partie entière du réel {\displaystyle w':={\frac {-1+{\sqrt {1+8z}}}{2}}} (solution de l'équation du second degré {\displaystyle z={\frac {w'(w'+1)}{2}}}).

## Autres fonctions de couplage

### Via le bon ordre canonique sur ℕ×ℕ
On rencontre fréquemment

Bon ordre sur ℕ² et bijection ℕ²→ℕ

la méthode suivante pour démontrer que {\displaystyle \kappa ^{2}=\kappa } (où {\displaystyle \kappa } est un cardinal infini : un bon ordre est défini sur {\displaystyle \kappa \times \kappa } dont chaque éléments possède {\displaystyle {}<\kappa } prédécesseurs, de sorte que {\displaystyle \kappa \times \kappa } et {\displaystyle \kappa } sont isomorphes comme ensembles ordonnés et sont donc équipotents.
Dans le cas plus simple où {\displaystyle \kappa =\mathbb {N} } cette méthode conduit à une bijection {\displaystyle \mathbb {N} ^{2}\to \mathbb {N} }.

Définissons sur {\displaystyle \mathbb {N} \times \mathbb {N} } la relation binaire
{\displaystyle (k,\ell )\preccurlyeq (m,n)} si
{\displaystyle {\begin{cases}{\text{ou bien}}\ (k,\ell )=(m,n),\\[3pt]{\text{ou bien}}\ \max(k,\ell )<\max(m,n),\\[3pt]{\text{ou bien}}\ \max(k,\ell )=\max(m,n)\ {\text{et}}\ k<m,\\[3pt]{\text{ou bien}}\ \max(k,\ell )=\max(m,n)\ {\text{et}}\ k=m\ {\text{et}}\ l<n.\end{cases}}}
Alors {\displaystyle \preccurlyeq } est une relation de bon ordre pour laquelle chaque élément possède un nombre fini de minorants.
On définit une bijection {\displaystyle \mathbb {N} \to \mathbb {N} ^{2}} par récurrence :
- {\displaystyle c_{0}=\min \nolimits _{\preccurlyeq }(\mathbb {N} ^{2})=(0,0)} ;
- {\displaystyle c_{\lambda +1}} est le {\displaystyle \preccurlyeq }-successeur de {\displaystyle c_{\lambda }}, c'est-à-dire {\displaystyle \min \nolimits _{\preccurlyeq }{\bigl (}\mathbb {N} ^{2}\smallsetminus \{c_{i}\mid i\leqslant \lambda \}{\bigr )}}.

### Via une propriété arithmétique élémentaire
Une autre méthode consiste à utiliser la propriété arithmétique suivante : tout entier {\displaystyle n\geqslant 1} peut s'écrire d'une façon unique sous la forme du produit d'une puissance de 2 par un nombre impair, soit 
{\displaystyle n=2^{a}(2b+1)}, où {\displaystyle a,b\in \mathbb {N} }. L'application {\displaystyle f\colon \mathbb {N} ^{2}\longrightarrow \mathbb {N} } définie par {\displaystyle f(a,b)=2^{a}(2b+1)-1} est ainsi une bijection.

### Via l'écriture d'un nombre entier en base 2
Bourbaki utilise une injection {\displaystyle \mathbb {N} \times \mathbb {N} \to \mathbb {N} }, afin de prouver l'équipotence de ces deux ensembles, dans le volume I des Éléments de mathématiques (III §6).
Il s'avère que c'est une bijection.

Tout {\displaystyle n\in \mathbb {N} } possède une unique écriture en base 2 {\displaystyle n={\overline {a_{r}\ldots a_{0}}}} (où {\displaystyle a_{r},\ldots ,a_{0}\in \{0,1\}} sont les chiffres de l'écriture de {\displaystyle n}), c'est-à-dire : {\displaystyle \textstyle n=\sum _{k=0}^{r}a_{k}2^{k}}. On observe que si {\displaystyle n>0} alors {\displaystyle a_{r}=1}, et si {\displaystyle n=0} alors {\displaystyle r=0} et {\displaystyle n={\overline {0}}}.

À l'entier {\displaystyle n} on fait correspondre la suite {\displaystyle \varphi (n)=(\phi _{i})_{i\in \mathbb {N} }} définie par {\displaystyle \phi _{i}={\begin{cases}a_{i}&{\text{si}}\ i\leqslant r,\\[3pt]0&{\text{si}}\ i>r.\end{cases}}}

Dit autrement {\displaystyle \varphi (n)} est la suite infinie de 0 et de 1 qui commence par énumérer les chiffres de {\displaystyle n} dans l'ordre inverse de leur écriture puis se poursuit par une infinité de 0, soit {\displaystyle (a_{0},\ldots ,a_{r},\mathbf {0} ,\dots )}.
L'application {\displaystyle \varphi } est une bijection {\displaystyle \mathbb {N} \colon \to {\mathfrak {N}}}:= le sous-ensemble de {\displaystyle \{0,1\}^{\mathbb {N} }} constitué des suites presque nulles (et {\displaystyle \textstyle \varphi ^{-1}{\bigl (}(a_{i})_{i\in \mathbb {N} }{\bigr )}=\sum _{i}a_{i}2^{i}}).

Par ailleurs, si {\displaystyle \mathbf {x} =(x_{i})_{i\in \mathbb {N} },\;\mathbf {y} =(y_{i})_{i\in \mathbb {N} }\in {\mathfrak {N}}} on définit {\displaystyle \mathbf {z} =\psi [\mathbf {x} ,\mathbf {y} ]} par {\displaystyle z_{2i}=x_{i}} et {\displaystyle z_{2i+1}=y_{i}} pour tout {\displaystyle i\in \mathbb {N} }.

L'application {\displaystyle \psi } est évidemment une bijection {\displaystyle {\mathfrak {N}}^{2}\to {\mathfrak {N}}}.

En conclusion {\displaystyle f\colon (m,n)\longmapsto \varphi ^{-1}{\bigl (}\psi [\varphi (m),\varphi (n)]{\bigr )}} est une bijection {\displaystyle \mathbb {N} ^{2}\to \mathbb {N} }.

Donnons un exemple : {\displaystyle (m,n)=(13,18)}. On a {\displaystyle m={\overline {1101}},\ n={\overline {\color {RoyalBlue}10010}}} ; alors
Donc {\displaystyle f(13,18)=601}.
Inversement, partant de {\displaystyle \ell =347={\overline {1{\color {RoyalBlue}0}1{\color {RoyalBlue}0}1{\color {RoyalBlue}1}0{\color {RoyalBlue}1}1}}}, on a
Donc {\displaystyle 347=f(29,3)}.

L'analogue de la fonction {\displaystyle f} en base 10 — notons-la {\displaystyle g} — est plus maniable puisqu'elle évite les allers-retours entre les bases 2 et 10.

Par exemple {\displaystyle \definecolor {rouge}{rgb}{0.5,0,0}g(68\,042\mathbin {,} {\color {rouge}59\,713})={\color {rouge}5}\,6{\color {rouge}9}8\,{\color {rouge}7}0{\color {rouge}1}\,4{\color {rouge}3}2} ; inversement {\displaystyle \definecolor {rouge}{rgb}{0.5,0,0}g^{-1}(1{\color {rouge}0}\,3{\color {rouge}5}7)=(137\mathbin {,} {\color {rouge}5})}.